# Henry Lesser
Henry Lesser (Bad Liebenstein, 8 maggio 1963) è un allenatore di calcio ed ex calciatore tedesco orientale dal 1990 tedesco, di ruolo attaccante.

## Statistiche

### Cronologia presenze e reti in Nazionale
| Cronologia completa delle presenze e delle reti in nazionale ― Germania Est | Cronologia completa delle presenze e delle reti in nazionale ― Germania Est | Cronologia completa delle presenze e delle reti in nazionale ― Germania Est | Cronologia completa delle presenze e delle reti in nazionale ― Germania Est | Cronologia completa delle presenze e delle reti in nazionale ― Germania Est | Cronologia completa delle presenze e delle reti in nazionale ― Germania Est | Cronologia completa delle presenze e delle reti in nazionale ― Germania Est | Cronologia completa delle presenze e delle reti in nazionale ― Germania Est |
| Data                                                                        | Città                                                                       | In casa                                                                     | Risultato                                                                   | Ospiti                                                                      | Competizione                                                                | Reti                                                                        | Note                                                                        |
| --------------------------------------------------------------------------- | --------------------------------------------------------------------------- | --------------------------------------------------------------------------- | --------------------------------------------------------------------------- | --------------------------------------------------------------------------- | --------------------------------------------------------------------------- | --------------------------------------------------------------------------- | --------------------------------------------------------------------------- |
| 14/02/1986                                                                  | San Jose                                                                    | Messico                                                                     | 1 – 2                                                                       | Germania Est                                                                | Amichevole                                                                  | -                                                                           | 80’                                                                         |
| 19/02/1986                                                                  | Braga                                                                       | Portogallo                                                                  | 1 – 3                                                                       | Germania Est                                                                | Amichevole                                                                  | -                                                                           | 46’                                                                         |
| 12/03/1986                                                                  | Lipsia                                                                      | Germania Est                                                                | 0 – 1                                                                       | Paesi Bassi                                                                 | Amichevole                                                                  | -                                                                           | 61’                                                                         |
| 08/04/1986                                                                  | Goiânia                                                                     | Brasile                                                                     | 3 – 0                                                                       | Germania Est                                                                | Amichevole                                                                  | -                                                                           | 65’                                                                         |
| Totale                                                                      |                                                                             | Presenze                                                                    | 4                                                                           |                                                                             | Reti                                                                        | 0                                                                           |                                                                             |